# La leggenda di Faust
La leggenda di Faust (Satan conduit le bal en français) est un film italien réalisé par Carmine Gallone, sorti en 1949. 

## Synopsis
Faust vend son âme à Méphistophélès en échange de la jeunesse éternelle mais le démon va avec une joie rusée conduire Faust au désastre au détriment de celui des plaisirs alors que Marguerite tombe amoureuse de Faust et en souffre...

## Fiche technique
- Titre français : Satan conduit le bal
- Titre original : La leggenda di Faust
- Réalisation : Carmine Gallone
- Scénario : Léopold Marchand d'après la pièce de Johann Wolfgang von Goethe et l'opéra d'Arrigo Boito
- Production : Gregor Rabinovitch
- Pays d'origine :  Italie
- Format : Noir et Blanc
- Genre : Film dramatique, Film musical
- Durée : 86 minutes
- Dates de sortie : 1949

## Distribution
- Italo Tajo : Méphistophélès
- Nelly Corradi : Marguerite
- Gino Mattera : Faust